# بازرس ویژه
بازرس ویژه نام یک فیلم ایرانی به کارگردانی منصور تهرانی و محصول سال ۱۳۶۰ می‌باشد.

## خلاصه داستان
کارگران یک معدن زغال‌سنگ تحت فشار زورگویی های کارفرما و مباشر معدن قرار دارند. در این میان یکی از کارگران برای ایجاد تغییر در اوضاع به بازرس ویژه‌ای امید بسته است که از سوی سازمان بازرسی شاهنشاهی به منطقه اعزام خواهد شد؛ ولی پس از آمدن بازرس او به واقعیات پی می‌برد و راه مبارزه‌اش را عوض می‌کند ...